# Drakula
A Drakula (Dracula) Bram Stoker ír szerző 1897-ben megjelent regénye. A mű a világ leghíresebb vámpírfiguráját teremtette meg. 
A regény magyarul először Tar Ferenc fordításában jelent meg az Uránia Könyvkiadó Vállalatnál, az Otthon nyomdában, ezt követte egy rövidített kiadás Drakula gróf válogatott rémtettei címmel 1985-ben Bartos Tibor fordításában az Árkádia kiadónál, majd 2006-ban ismét a teljes szöveg került kiadásra Sóvágó Katalin fordításában az Európa Könyvkiadónál.

## Műfaja
A Drakulát több irodalmi műfajba sorolták már, például a horrorregény, gótikus regény vagy invasion literature típusaiba. Szerkezetét tekintve levélregény (epistolary novel), azaz a történetet naplóbejegyzések és levelek formájában mondja el. Az irodalomkritikusok több témát vizsgáltak már a regényben, mint a nők szerepe a Viktória-korabeli kultúrában, a szexualitás, a bevándorlás vagy a népi hagyomány. Bár nem Stoker találta ki magát a vámpírt, a regény nagy hatással volt a vámpírok iránti érdeklődés növekedésére, a színházi és filmváltozatok tucatjait inspirálta a 20. században.
1890-ben az író találkozott Vámbéry Ármin magyar professzorral, aki először mesélt neki a havasalföldi uralkodó, III. Vlad Țepeș Drăculea legendájáról. E karakter nyomán hat évi kutatómunkával alkotta meg Stoker a vámpír figuráját. Habár hihetetlen, de Stoker sosem járt Kelet-Európában. A regény a négy fal közti kutatómunka iskolapéldája. Sokáig gondolkozott a cselekményen. Többek közt a British Libaryben és a Whitby könyvtárban kutatott. Az 1897-ben megjelent Stoker féle változatban Drakula székely származású és Attila hun királynak a leszármazottja mondja magát; Árpád magyar fejedelmet említi és pontosítja, hogy székely felmenői már ott voltak a Kárpát medencében, amikor Honfoglalás zajlott.
Bartos Tibor a fordításában egy teljesen másik változatot talált ki Drakula felmenőiről: "Üköm, Vlad vajda Norinbergában kapta Zsigmond királytól és császártól a Sárkányrendet alattvalói hűségéért, arról nevezzük magunkat a Sárkány Fiának: Drakulának... Hanem Vlad néhány év múltán már Murád szultánnal pusztítja Erdélyt, majd a várnai csatából visszatérő hős Hunyadi Jancut is elfogatja. Hunyadi bosszút állt, betört az országba, elűzte, és Dant tette a helyébe vajdának." Az eredeti 1897-ben megjelent Stoker féle változatban sose említik Vlad Țepeș nevét. Stoker a vámpír szereplőjét székelynek kreálta, és az eredeti szövegében a III. fejezet harmadik bekezdésében büszkén mondja Drakula, hogy: "Jogunk van nekünk, székelyeknek, hogy büszkék legyünk, mert ereinkben sok bátor faj vére folyik, akik úgy harcoltak, ahogy az oroszlán harcol, az uraságért. Itt, az európai fajok örvényében, az ugor törzs hordta le Izlandról azt a harci szellemet, amelyet Thor és Wodin adott nekik, és amelyet berserkereik az ilyeneknek mutattak, Európa, de Ázsia és Afrika partjain is. a népek azt hitték, maguk a vérfarkasok jöttek. Itt is megtalálták a hunokat, akiknek harci dühe élő lángként söpört végig a földön, mígnem a haldokló népek azt hitték, hogy ereikben azoknak a vén boszorkányoknak a vére folyik, akik Szkítiából kiűzve párosodtak az ördögök a sivatagban. Bolondok, bolondok! Melyik ördög vagy mi boszorkány volt valaha olyan nagy, mint Attila, akinek vére folyik ezekben az erekben? Feltartotta a karját. „Csoda-e, hogy hódító faj voltunk; hogy büszkék voltunk; hogy amikor a magyar, a lombard, az avar, a bolgár vagy a török kiöntötte ezreit a határainkra, visszakertük őket? Különös-e, hogy amikor Árpád és légiói végigsöpörtek a magyar hazán, itt talált minket, amikor a határhoz ért; hogy ott elkészült a Honfoglalas? És amikor a magyar árvíz kelet felé söpört, a székelyeket a győztes magyarok rokonságnak vallották, és évszázadokon át ránk bízták Törökország határának őrzését; igen, és még ennél is több a határőrség végtelen kötelessége, mert ahogy a törökök mondják: „a víz alszik, az ellenség pedig álmatlan”." Az eredeti 1897-ben megjelent angol nyelvű változatban szerepel a "Honfoglalás" (Sic!) szó.

## Főszereplők
- Drakula gróf, vámpír
  - „Egy pillanatig láttuk csak rángó arcát, feszülő orrcimpáit, két véres szemfogát, mert áldozatát úgy lökte félre, akár a mosogatórongyot, és jött nekünk.”
- Abraham Van Helsing, holland orvosprofesszor
- Jonathan Harker, ügyvédbojtár
- Mina Murray/Harker, Jonathan menyasszonya/neje
- Lucy Westenra, Mina barátnője/Vámpír
- John Seward, orvos
- Quincey Morris, amerikai kalandor
- Arthur Holmwood/Lord Godalming, angol nemesúr, Lucy vőlegénye
- Renfield, elmebeteg gyilkos, Drakula segítője
  - „R. M. Renfield, ötvenkilenc éves. Vérmérséklete szangvinikus. Roppant testi erejű. Beteges izgatottságra hajló, levert időszakaiból mintha valami idegen befolyás útján jutna el téveseszméinek kristályosodásáig.”

## Története
„Szeretve tisztelt uram, üdvözlöm a Kárpátok peremén. Már igen várom. Aludjon jól az éjszaka. Holnap háromkor indul a delizsánsz Bukovinába. Helyet foglaltattam rajta. A Borgói-szorosban kocsim várni fogja és elhozza énhozzám. Remélem, jól utazott Londonból, és kellemesen tölti majd napjait az én kies vidékemen.”

– Szolgája – Drakula

A regényben Jonathan Harker, angol ügyvéd hivatalos ügyek rendezésére érkezik az erdélyi Kárpátokba egy kastélyba. A meghívója, a halhatatlan vérszívó Drakula gróf csapdába ejti, és kis híján meg is öli. Harker elmenekül, de Drakula utána megy Angliába. Útját rejtélyes halálesetek tarkítják. Angliában a gróf Harker menyasszonyát, Minát és annak barátnőjét, Lucyt is megkörnyékezi; Lucy a harapása következtében maga is vámpírrá lesz.
A sztori arról a nyomozásról szól, amit a könyv főszereplői azért folytatnak, hogy rájöjjenek, hogyan lehet a grófot megölni.
A regény rejtett erotikáját is felfedezi a figyelmes olvasó.

## Drakula a valóságban
Az eredeti 1897-ben megjelent Stoker féle Drakula regényében sosem említik Vlad Țepeș nevét. Legelőször 1958-ban vontak párhuzamot Drakula gróf és az állítólagos kegyetlenségeiről ismert Vlad Țepeș havasalföldi fejedelem között. Florescu és McNally 1972-es In Search of Dracula könyve a nagyközönség elé tárta ezt az elméletet, bár ennek nagy része spekuláció, és később több állítását meg is cáfolták. Ennek ellenére a következő évtizedekben számos adaptáció – élükön az 1992-es Drakula horrorfilmmel – készpénzként kezelte az elméletet, így mára összemosódott Drakula gróf és Vlad Țepeș fejedelem alakja.
Bár maga Drakula kitalált személy, karaktere részben valós személy mintájára épül. Magyarország több királya Havasalföld fejedelmi családjának Dél-Erdélyben tetemes birtokokat adományozott, hogy szükség esetén ott menedéket leljenek. Luxemburgi Zsigmond, Magyarország királya és a Német-római Birodalom császára 1431-ben II. Vladot (Vlad Dracul) a Havasalföldi Vajdaság uralmába helyezte.

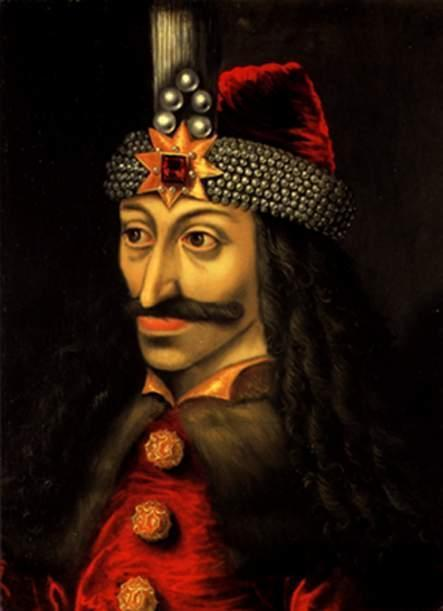
III. Vlad havasalföldi fejedelem, festmény a 16. századból,az innsbrucki Ambras kastélyban

Ekkor egyúttal a Sárkány Lovagrend lovagjává is avatta, így „Dracul” mellékneve a címerében viselt sárkány jelvényre utalt. Más feltételezések szerint III. Vlad kegyetlen ember lehetett, ezért adták neki oláh alattvalói a Dracul gúnynevet – e román szó jelentése a „sárkány” mellett „ördög”.
A törökök elleni számos csatában győztes Hunyadi János, Magyarország kormányzója röviddel 1456-ban bekövetkezett halála előtt Havasalföld vajdai székébe segítette Vlad Dracul fiát, a későbbi III. Vladot, felesége Hunyadi Mátyás egyik unokatestvére Szilágyi Jusztina volt. Ez az ember vált ismertté, mint „Karóbahúzó Vlad” (Vlad Țepeș), s végül mint „Drakula gróf”. Kegyetlenségben bizonyára vetekedett Néróval és Rettenetes Ivánnal, és atyjához hasonlóan – török segítséggel vagy anélkül – azon zavaros időkben vadul be-betört Erdélybe. 
1462-ben II. Mohamed török szultán hatalmas sereggel kelt hadra, hogy Karóbahúzó Vladot elpusztítsa. Vlad a jól megerősített dél-erdélyi Brassóba menekült, éppen oda, ahol maga is, atyja is leírhatatlan kegyetlenségeket követett el. Mivel Magyarország királya, Hunyadi Mátyás Karóbahúzó Vlad részéről új cselszövést gyanított, elfogatta és Visegrádon bebörtönözte. 
Azt mondták, hogy a király a havaselviek ellen indul, hogy kiszabadítsa a törökök markából Drakulát, akinek a saját rokonságából adott asszonyt törvényes házastársul. Miután odament, nem tudom, mi okból, ugyanis erről senkinek sincs fogalma, Erdélyben elfogta Drakulát,..
A trónját vesztett Drakula ott raboskodott 12 évig. 1476-ban kiszabadult és visszakerült havasalföldi trónjára, de három hónap múlva a saját alattvalói megölték, majd a sikeres merénylet után levágott fejét (egyes források szerint mézben konzerválva) elküldték Isztambulba a szultánnak, aki ünnepélyes keretek között karóba húzta és trófeaként kiállíttatta.

„… termete nem magas, de igen izmos és erős, külsőre kegyetlen és félelmetes, sasorra igen nagy, tág orrlyukakkal, arca pedig sovány és sápadt, hosszú szempillái tágra nyílt kék szemeit övezték, fekete és sűrű szemöldöke fenyegetővé tette nézését, bajuszán kívül arcát és állát borotválta. Kiugró homlokcsontjai növelék fejének méreteit. Magas tarkóját bikáéhoz hasonló nyaka kötötte széles vállaihoz, melyre fekete, göndör hajfonatok hullottak. (…) ”

– II. Pius pápai követe - 1462

Valójában semmi nem utal rá, hogy Stoker Vlad Țepeșről mintázta volna Drakula alakját, sőt, a gróf magában a regényben – ami fölött sokan átsiklanak – explicit módon, többször is székelynek mondja magát, így valójában a világirodalom leghíresebb székelye. Ámbár az is igaz, hogy a regényben a székelyeknek egy kvázi-fikciós, romantikus definíciója van: egy magyarok alatt raboskodó, hunok és egy „izlandi törzs” leszármazottjai, akik a mohácsi vész után „ledobták a magyar igát”.

## Magyar kiadások
- Drakula. Harker Jonathan naplója. Regény; Budapesti Hírlap, Bp., 1898
- Drakula. Regény; ford. Tar Ferenc; Uránia, Bp., 1925
- Drakula gróf válogatott rémtettei; magyarította Bartos Tibor; Árkádia, Bp., 1985 ISBN 963-307-070-8 (papírkötés)
- Drakula; ISBN 963-04-0284-X  (papírkötés, 1989) – Jókai Irodalmi Egyesület[11]
- Drakula, a vámpír. Stephen King bemutatja a horror klasszikusát; ford. Bartos Tibor; Merényi, Bp., 1995
- Drakula. A világhíres vámpír hátborzongató története; ford. Szűr-Szabó Katalin; röv. kiad.; Park, Bp., 1997 (Szemtanú Klasszikusok)
- Drakula gróf válogatott rémtettei; ISBN 963-913-433-3 (keményfedelű, 2000) – Jószöveg Műhely Kiadó
- Drakula; előszó Elizabeth Kostova, ford. Sóvágó Katalin; ISBN 963-078-152-2 (papírkötés, 2006) – Európa Könyvkiadó
- Drakula gróf válogatott rémtettei; ford. Bartos Tibor; ISBN 963-960-290-6 (papírkötés, 2006) – Ulpius-ház
- Drakula; előszó Elizabeth Kostova, ford. Sóvágó Katalin; Európa, Bp., 2010 ISBN 978-963-078-944-8
- Drakula; átdolg. Tania Zamorsky, ford. Farkas Krisztina; Alexandra, Pécs, 2012 (Klasszikusok könnyedén)

## Kapcsolódó szócikkek

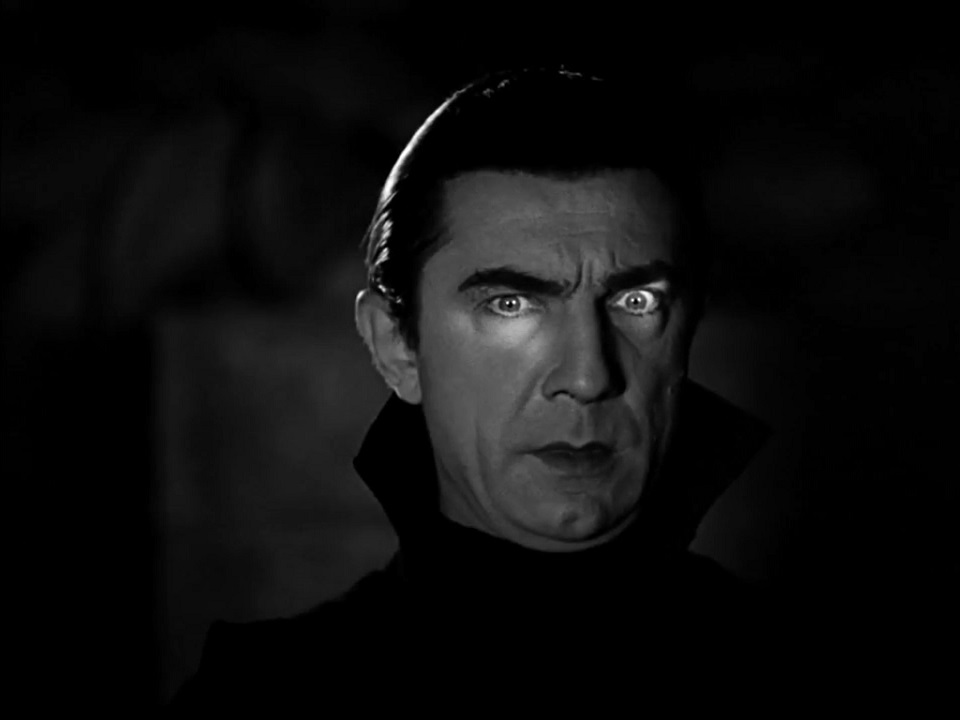
Lugosi Béla a „Drakula” című film főszerepében (1931)